# Myrcia albidotomentosa
Myrcia albidotomentosa är en myrtenväxtart som först beskrevs av Gerda Jane Hillegonda Amshoff, och fick sitt nu gällande namn av Mcvaugh. Myrcia albidotomentosa ingår i släktet Myrcia och familjen myrtenväxter. Inga underarter finns listade i Catalogue of Life.